# Lophanthera longifolia
Lophanthera longifolia är en tvåhjärtbladig växtart som först beskrevs av Carl Sigismund Kunth, och fick sitt nu gällande namn av August Heinrich Rudolf Grisebach. Lophanthera longifolia ingår i släktet Lophanthera och familjen Malpighiaceae. Inga underarter finns listade i Catalogue of Life.